# 弗雷德·鲍登
弗雷德·鲍登（英語：Frederick Charles Bawden，1908年8月18日—1972年2月8日）是一位英国植物病理学家和病毒学家，1936年和诺曼·皮里埃结晶了一种病毒（TBSV），并发现病毒的组成除了蛋白质以外还有核酸，1949年当选皇家学会会士。